# Tegotherium
Tegotherium is een geslacht van uitgestorven Mammaliaformes uit het Laat-Jura van Oost-Azië. 
De typesoort Tegotherium gubini werd in 1994 benoemd door Tatarinov. De geslachtsnaam verbindt een verwijzing naar de Shar-Teeg met een Grieks therion, 'beest'. De soortaanduiding eert M. Gubin waarvan het team het fossiel in 1987 opgroef.
Het holotype PIN No. 4174/167 is gevonden in de Shar Teeg-bedden van Mongolië. Het bestaat uit een onderste rechterkies. De positie daarvan is onzeker. Een onbepaalde soort, een Tegotherium sp. is ook gemeld uit de Qiguformatie uit het Laat-Jura van China.
De tand heeft drie hoofdknobbels in plaats van vier. De voorste binnenste knobbel wordt echter vertegenwoordigd door twee kleine knobbeltjes, een verschil met Simpsonodon. De knobbels zijn relatief hoog, vooral de veel grotere middelste hoofdknobbel. Net als bij Simpsonodon ligt er een pseudotalonide bekken aan de voorzijde van de in een driehoek geplaatste knobbels maar dit is minder diep en smaller.
Tegotherium behoort tot de clade Docodonta.